# Error (singel Natalii Nykiel)
Error (z ang. „Błąd”) – piosenka i singel polskiej piosenkarki Natalii Nykiel, wydany 20 maja 2016 przez Universal Music Polska. Promował album Lupus Electro Error Tour (CD-live + DVD). Premiera singla miała miejsce w serwisie Tidal. Do piosenki powstał teledysk w reżyserii Floriana Malaka. Utwór trafił do Just Dance 2018 Unlimited.

## Sukces komercyjny
Piosenka dotarła do 1. miejsca na liście AirPlay, najczęściej odtwarzanych utworów w polskich stacjach radiowych. Ponadto singel został w Polsce wyróżniony diamentowym certyfikatem za sprzedaż przekraczającą 100 tysięcy kopii.

## Wystąpienia
31 grudnia 2024 wystąpiła z piosenką podczas Sylwestrowej Mocy Przebojów organizowanej w Toruniu i emitowanej na antenie stacji Polsat.

## Notowania

### Pozycje na listach airplay
| Kraj   | Lista (2016)      | Najwyższa pozycja |
| ------ | ----------------- | ----------------- |
| Polska | AirPlay – Top     | 1                 |
| Polska | AirPlay – Nowości | 1                 |

### Pozycje na radiowych listach przebojów
| Kraj   | Lista (2016)           | Najwyższa pozycja |
| ------ | ---------------------- | ----------------- |
| Polska | Radio Eska (Gorąca 20) | 1                 |
| Polska | Radio Szczecin (SLiP)  | 3                 |
| Polska | RMF FM (POPLista)      | 1                 |

## Certyfikat
| Kraj          | Certyfikat | Sprzedaż |
| ------------- | ---------- | -------- |
| Polska (ZPAV) | diament    | 100 000+ |

## Nagrody i nominacje
| Rok  | Konkurs                                             | Kategoria                                                     | Rezultat    |
| ---- | --------------------------------------------------- | ------------------------------------------------------------- | ----------- |
| 2016 | Najlepsi 2016 – Plebiscyt Onet.pl                   | Najlepsza piosenka – Polska                                   | 2. miejsce  |
| 2016 | Gorąca 100                                          | 100 największych hitów 2016                                   | 29. miejsce |
| 2016 | Podsumowanie notowań Listy Przebojów Radia Zet 2016 | Najpopularniejsze utwory na Liście Przebojów Radia Zet w 2016 | 19. miejsce |
| 2017 | Polsat SuperHit Festiwal 2017                       | Radiowy przebój roku                                          | Nominacja   |